# Андронов, Александр Михайлович
Александр Михайлович Андронов (Alexander Andronov) — советский и латвийский учёный, доктор технических наук (1973), профессор (1978), заслуженный деятель науки Латвийской ССР (1990).
Родился в Москве 20.11.1937. После войны переехал с родителями в Ригу.
Окончил с отличием Московский авиационный технологический институт (1960), механический факультет по специальности инженер-механик по самолетостроению. По распределению работал в Риге на авиационном заводе № 85 Гражданской авиации инженером-конструктором.
С 1963 г. в Рижском институте инженеров гражданской авиации: аспирант по специальности «техническая эксплуатация летательных аппаратов и авиадвигателей» (1963—1965), старший научный сотрудник (1966—1968). В 1966 г. защитил кандидатскую диссертацию:
- Решение некоторых задач организации и планирования технического обслуживания самолетов методами математической теории массового обслуживания : диссертация … кандидата технических наук : 05.00.00. — Рига, 1965. — 229 с. : ил.

В 1968—1978 гг. начальник лаборатории в ЦНИИ автоматизированных систем управления (до 1971 г. Научно-вычислительный центр) Гражданской Авиации. В 1973 г. защитил докторскую диссертацию:
- Статистические методы в проектировании и планировании работы аэропортов : диссертация … доктора технических наук : 05.00.00. — Рига, 1972. — 326 с. : ил.

В 1992 году диссертация была нострифицирована с присвоением учёной степени хабилитированного доктора инженерных наук (Dr. habil. sc. ing.).
С 1967 г. по совместительству читал лекции в Рижском институте гражданской авиации, с 1978 г. работал там на постоянной основе. Профессор, в 1988—1998 гг. зав. кафедрой вычислительных систем. Читал курсы «теория вероятности и математическая статистика» (1978—1998), «дискретная математика» (1979—1988), «введение в теорию стохастических процессов» (1994—1998), «теоретические основы вычислительных процессов и систем» (1990—1998).
В 1999—2009 годах — руководитель профессорской группы Математическое обеспечение систем управления транспортом в Институте транспортных технологий Рижского технического университета. С 2009 года — эмеритированный профессор Института транспорта и связи.
Член организационного комитета международных конференций «Queues: Flows, Systems Networks», Белорусский государственный университет, Минск (1996, 1997, 1998). Член программного комитета Международной конференции «Distributed Computer Communication Network», Тель-Авивский университет, 1997.
Лауреат премии Совета Министров СССР (1982) — за разработку и внедрение автоматизированных систем управления различными производственными процессами в гражданской авиации и перспективного планирования ее развития. Заслуженный деятель науки Латвийской ССР (1990). Отличник Аэрофлота (1991).
Сочинения:
- Теория массового обслуживания и научная организация труда в гражданской авиации [Текст] / М-во гражд. авиации СССР. — Москва : [б. и.], 1969. — 118 с., 1 л. табл. : черт.; 20 см.
- Применение теории массового обслуживания при организации и планировании работы ЛЭРМ [Текст]. — Рига : [б. и.], 1965. — 64 с. : черт.; 21 см. — (Труды Рижского института инженеров гражданской авиации им. Ленинского комсомола; Вып. 68).
- Дискретные модели в управлении производством гражданской авиации : [Учеб. пособие для вузов гражд. авиации] / А. М. Андронов, Н. А. Маслов. — Рига : РКИИГА, 1983. — 93 с. : ил.; 20 см.
- Математические методы планирования и управления производственно-хозяйственной деятельностью предприятий гражданской авиации [Текст] : [Учеб. пособие для вузов гражд. авиации] / А. М. Андронов, А. Н. Хижняк. — Москва : Транспорт, 1977. — 215 с. : ил.; 22 см.
- Применение электронных вычислительных машин при управлении производством гражданской авиации : [Учеб. пособие для вузов гражд. авиации] / А. М. Андронов, Е. А. Копытов, В[!]Ф. Мишнев. — Рига : Риж. ин-т инженеров гражд. авиации, 1979. — 68 с. : 14 л. табл.; 20 см.
- Вероятностные процессы в автоматизированных системах управления гражданской авиации : [Учеб. пособие] / А. М. Андронов, Н. П. Севастьянов; Риж. ин-т инженеров гражд. авиации им. Ленинского комсомола. — Рига : РКИИГА, 1989. — 81 с. : ил.; 20 см.
- Математические методы прогнозирования авиационных перевозок пассажиров [Текст] : [Учеб. пособие для вузов гражд. авиации] / А. М. Андронов, В. Н. Печенцов, А. Н. Хижняк, И. Е. Швацкий. — Рига : РКИИГА, 1978. — 106 с.; 20 см.
- Прогнозирование перевозок пассажиров на воздушном транспорте / [А. М. Андронов, А. Н. Хижняк, С. М. Туголуков и др.]; Под ред. А. М. Андронова. — М. : Транспорт, 1983. — 183 с. : ил.; 21 см.
- Эксплуатационная надежность и режимы технического обслуживания самолетов [Текст].  Н. Н. Смирнов, А. М. Андронов, Н. И. Владимиров, Ю. И. Лемин. — Москва : Транспорт, 1974. — 303 с. : ил.; 22 см.
- Краткий курс теории вероятностей и математической статистики для инженеров-экономистов гражданской авиации [Текст]. — Рига : Риж. ин-т инженеров гражд. авиации им. Ленинского комсомола, 1970-. — 20 см. Ч. 1: Теория вероятностей. — 1970. — 191 с., 5 л. табл. : черт. Ч. 2: Математическая статистика. — 1971. — 155 с. : ил.
- Сборник задач по курсу «Основы экономико-математического моделирования» [Текст] : В 3-х ч. / Риж. ин-т инж. гражд. авиации им. Ленинского комсомола. — Рига : [б. и.], 1975—1977. — 3 т.; 21 см. Ч. 1. Ч. 2: Ч. 1 Регрессионный анализ [Текст]; Ч. 2 Анализ процессов массового обслуживания. — 1975. — 65, 14 с. Ч. 3. Оптимальное планирование использования ресурсов [Текст]. — 1977. — 44 с.